# 刺公鯷
布氏半棱鯷（学名：Encrasicholina punctifer），又稱刺公鯷，俗名魩仔、白鱙，為輻鰭魚綱鯡形目鯡亞目鳀科的一種。

## 分布
本魚廣泛分布印度太平洋區，包括非洲東南岸、紅海、波斯灣、台灣、夏威夷、大溪地、日本、澳洲、紐西蘭、菲律賓、泰國、印尼、索羅門群島、斐濟、美屬薩摩亞等海域。

## 深度
水深0至30公尺。

## 特徵
本魚體細長。腹緣僅喉峽部至胸鰭之間有稜鱗。臀鰭起點在背鰭基底後端下方。頭中大。吻端尖。眼大，眼徑大於吻長。喉峽部之肌肉部分不前伸至鰓被架膜。上頷骨末端截形，向後延伸部達前鰓蓋骨前緣。體被圓鱗，易脫落。體乳白色，有時半透明，體側具有一白色縱帶。背鰭具軟條13至14枚；臀鰭起始於背鰭基部末端之下方，具軟條16至18枚；尾鰭叉型。背鰭、尾鰭呈淡青色。體長可達13公分。

## 生態
本魚為群游性。以濾食浮游生物為生。偶會進入河口。

## 經濟利用
食用魚，新鮮時可清蒸，或曬成魚乾。